# Erythrotriorchis
Erythrotriorchis is een geslacht van vogels uit de familie van de havikachtigen (Accipitridae). De wetenschappelijke naam van het geslacht is voor het eerst geldig gepubliceerd in 1875 door Richard Bowdler Sharpe.

## Soorten
De volgende soorten zijn bij het geslacht ingedeeld:
- Erythrotriorchis buergersi – Bürgers havik
- Erythrotriorchis radiatus – Rosse havik